# Preußergäßchen
Das Preußergäßchen ist eine Anliegerstraße in der Innenstadt von Leipzig. Sie ist benannt nach dem Kaufmann und Ratsherrn Wolf Preußer († 1548).

## Verlauf
Das Preußergäßchen verbindet die Petersstraße mit dem Neumarkt. Es verläuft geradlinig von West nach Ost und ist 113 Meter lang und 8 Meter breit. Es ist der Fußgängerzone der Petersstraße angeschlossen und wegen des Fehlens von Einzelhandelsgeschäften relativ verkehrsarm.

## Geschichte
Die Familie Preußer war vom 15. bis zum 17. Jahrhundert eine bedeutende Kaufmannsdynastie in Leipzig, von der acht Mitglieder dem Leipziger Rat angehörten. Die Preußers hatten Besitzungen in und um Leipzig, wozu auch ein Handelshof gehörte, der sich von der Petersstraße bis zum Neuen Neumarkt (heute Neumarkt) erstreckte.

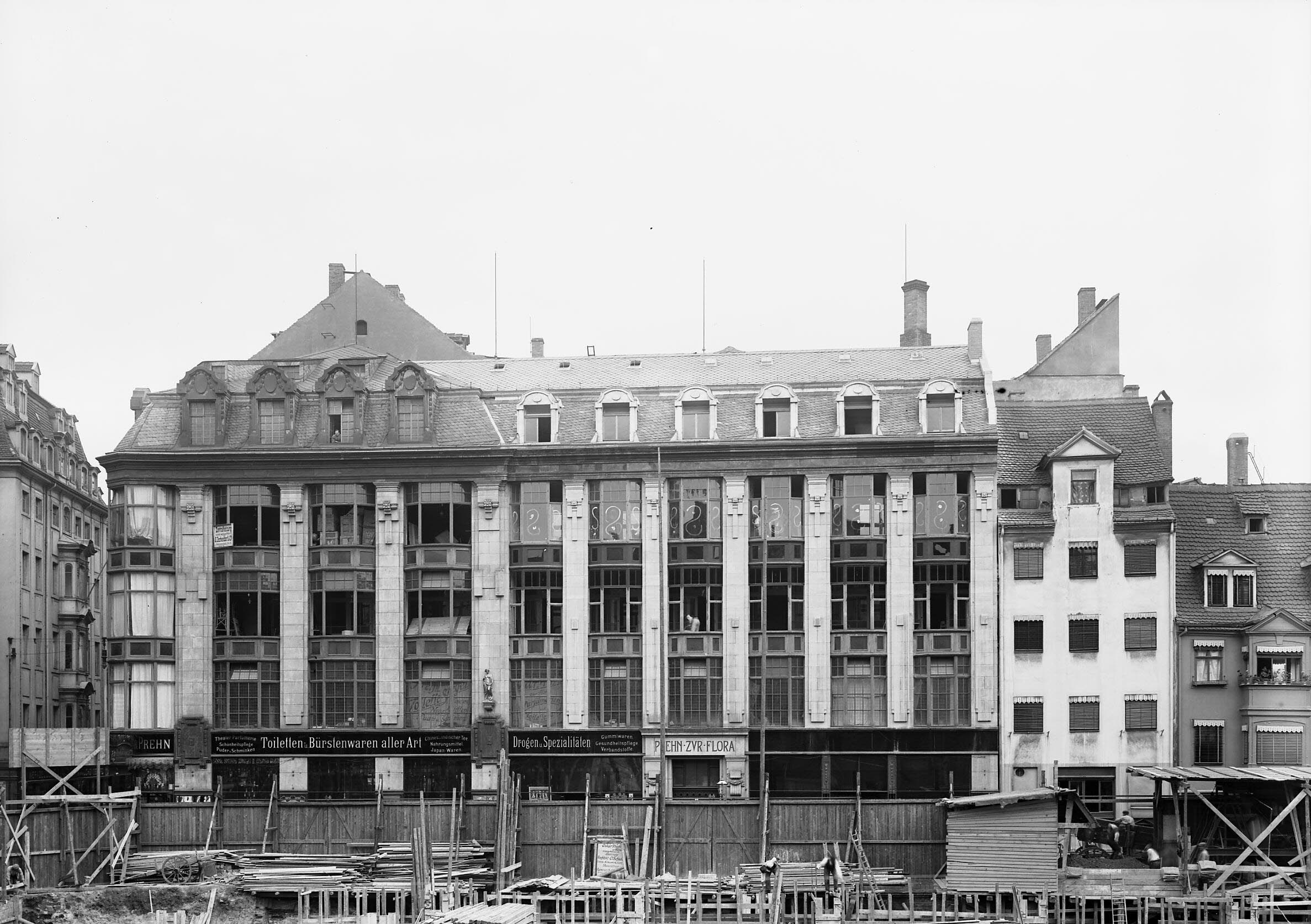
Haus zur Flora während des Baus des Kaufhauses Althoff, ca. 1913

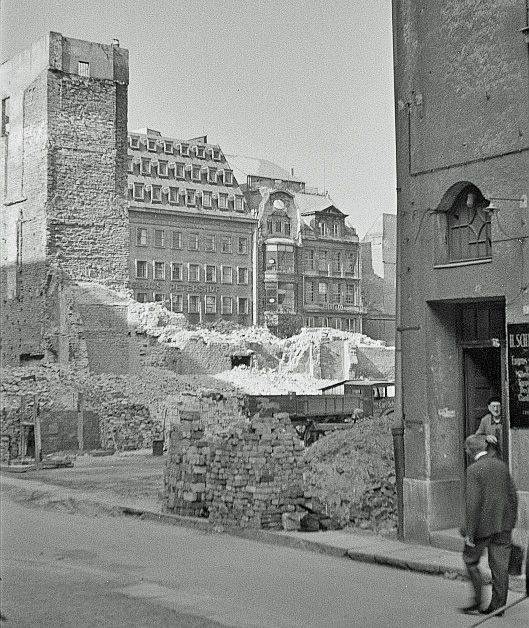
Über die Ruinen des Preußergäßchens zum Petershof (etwa 1950)

1552 wurden die Bauten dieses Hofes abgerissen, eine Straße angelegt und beidseitig mit je sieben Mietshäusern bebaut. Das südliche Eckhaus zum Neumarkt war die Hohe Lilie, das Geburtshaus von Clara Wieck (1819–1896).
Gegen Ende des 19. Jahrhunderts befanden sich im Preußergäßchen zahlreiche kleine Cafés und Gasthäuser, von denen eines offiziell ein Bordell war, weitere inoffiziell.
1905 ließ der Parfürmeriekaufmann Oskar Prehn die Nordostecke zur Petersstraße abreißen und ein Geschäftshaus errichten, das 1906 fertiggestellt war und Haus zur Flora hieß. 1937 erwarb der Konditor Adolf Gnant das Gebäude und verlegte sein Kaffeehaus in die ersten beiden Etagen.
Nach Abriss der gesamten Südseite des Preußergäßchens bis auf das Haus Hohe Lilie wurde unter Einbeziehung weiteren Geländes von 1912 bis 1913 das Warenhaus Althoff errichtet, später Centrum Warenhaus und Kaufhaus Karstadt.
Im Zweiten Weltkrieg wurde die Nordseite des Preußergäßchens fast vollständig zerstört. Nach 50 Jahren provisorischer Nutzung des Geländes wurde 1994/1995 entlang des Preußergäßchens bis zum Eckhaus Neumarkt das Kaufhaus Peel & Cloppenburg errichtet, das seine Eingangsseite zur Petersstraße hat. Dabei entstand auch ein Durchgang vom Preußergäßchen zur Messehofpassage.